# تری بردشا
تری برادشاو (انگلیسی: Terry Bradshaw؛ زادهٔ ۲ سپتامبر ۱۹۴۸) یک بازیکن فوتبال آمریکایی، هنرپیشه اهل ایالات متحده آمریکا است.

## گزیده فیلمشناسی
از فیلم‌ها یا برنامه‌های تلویزیونی که وی در آن نقش داشته‌است می‌توان به آثار زیر اشاره کرد.
- متأهل… بچه‌دار
- خانواده امروزی
- پدران جایگزین